# 霍勒斯·W·巴布科克
霍勒斯·韦尔康姆·巴布科克（英語：Horace Welcome Babcock，1912年9月13日—2003年8月29日），美国天文学家。他是哈罗德·D·巴布科克的儿子。

## 职业生涯
巴布科克发明和建造了许多天文仪器，他于1953年第一个提出了自适应光学的想法。他专门从事光谱学和恒星磁场的研究，提出了巴布科克模型——一个关于太阳黑子磁场的理论。
第二次世界大战期间，他在麻省理工学院和加州理工学院从事辐射的研究。 战后，他与他的父亲开展了富有成效的合作。 他本科毕业于加州理工学院，博士毕业于加州大学伯克利分校。
巴布科克的博士论文中包含一个最早的暗物质的存在迹象。他报告了对仙女座旋转曲线的测量，发现其质光比随沿径向增加。但他将这种现象归因于星系对光的吸收或旋涡外部修改的动力学，而不是任何形式的物质失踪。
1964年至1978年间，他担任加州理工学院帕洛马天文台的主任。

## 奖项和荣誉
奖项
- 美国国家科学院亨利·德雷伯奖章 (1957年)[5]
- 爱丁顿奖章 (1958年)
- 美国文理科学院院士(1959)[6]
- 布鲁斯奖章 (1969年)[7]
- 英国皇家天文学会金质奖章 (1970年)[8]
- 美国天文学会乔治·埃勒里·海尔奖 (1992年)

以他的名字命名的事物
- 小行星3167巴布科克 ，以他和他父亲的名字共同命名
- 月球上的巴布科克环形山，仅以他父亲的名字命名

### 讣告
- PASP 116 (2004) 290 (not available online yet, see )
- Preston, George W. . Publications of the Astronomical Society of the Pacific. 2004, 116 (817): 290–294. Bibcode:2004PASP..116..290P. doi:10.1086/382664.